# Imre Pozsgay
Imre Pozsgay (n. 26 noiembrie 1933, Kóny, Regatul Ungariei - d. 25 martie 2016, Budapesta, Ungaria) a fost un politician comunist ungar.